# 中国爬行动物列表
截至2019年底，中国有记录的现生、原生爬行动物约有511种。分布在沙漠、草原、河流和森林等不同的环境中。
根据中国科学院昆明动物研究所的研究人员发布的2020年和2021年中国两栖、爬行动物分类变动汇总，2020年中国境内新描述30种，恢复2种，新增国家纪录4种，否定1种,移除1种在中国的分布纪录。累计增加36种。2021年新描述30种和1个亚种, 恢复4种, 将4个亚种分类地位提升到种级, 新增国家纪录7种, 否定3种, 移除3种在中国的分布纪录。累计增加39种。2022年中国爬行动物累计描述新物种21种，新恢复有效性2种，新纪录种2种，否定2种有效性，移除3种在中国的分布纪录，累计增加20种。

本列表中的学名和中文名依据2020、2021、2022年的更新名录修订，由於係根據中國大陸學者的觀察與統計，因此列表內亦包含台灣的爬行動物。

## 鳄目

### 鼍科

#### 鼍属
- 扬子鳄（Alligator sinensis）

## 龟鳖目

### 鳖科

#### 山瑞鳖属
- 山瑞鳖（Palea steindachneri）

#### 鼋属
- 鼋（Pelochelys cantorii）

#### 斑鳖属
- 斑鳖（Rafetus swinhoei）

#### 鳖属
- 砂鳖（Pelodiscus axenaria）
- 黄山马蹄鳖（Pelodiscus huangshanensis）
- 东北鳖（Pelodiscus maackii）
- 小鳖（Pelodiscus parviformis）
- 石片鳖（Pelodiscus shipian）
- 中华鳖（Pelodiscus sinensis）

### 棱皮龟科

#### 棱皮龟属
- 棱皮龟（Dermochelys coriacea）

### 海龟科

#### 蠵龟属
- 红海龟（Caretta caretta）

#### 海龟属
- 绿海龟（Chelonia mydas）

#### 玳瑁属
- 玳瑁（Eretmochelys imbricata）

#### 丽龟属
- 太平洋丽龟（Lepidochelys olivacea ）

### 平胸龟科

#### 平胸龟属
- 平胸龟（Platysternon megacephalum）

### 陆龟科

#### 陆龟属
- 四爪陆龟（Testudo horsfieldii）

#### 凹甲陆龟属
- 凹甲陆龟 (Manouria impressa)

#### 南亚陆龟属
- 缅甸陆龟（Indotestudo elongata）

### 地龟科

#### 拟水龟属
- 黄喉拟水龟（Mauremys mutica）
- 黑颈乌龟（Mauremys nigricans）
- 乌龟（Mauremys reevesii）
- 花龟（Mauremys sinensis）

#### 闭壳龟属
- 金头闭壳龟（Cuora aurocapitata）
- 黄缘闭壳龟（Cuora flavomarginata）
- 黄额闭壳龟（Cuora galbinifrons ）
- 百色闭壳龟（Cuora mccordi）
- 锯缘闭壳龟（Cuora mouhotii）
- 潘氏闭壳龟（Cuora pani）
- 三线闭壳龟（Cuora trifasciata）
- 云南闭壳龟（Cuora yunnanensis）
- 周氏闭壳龟（Cuora zhoui）

#### 地龟属
- 地龟（Geoemyda spengleri）

#### 眼斑水龟属
- 眼斑水龟（Sacalia bealei）
- 海南四眼斑水龟（Sacalia insulensis）
- 四眼斑水龟（Sacalia quadriocellata）

#### 摄龟属
- 欧氏摄龟（Cyclemys oldhami）

## 有鳞目：蜥蜴亚目

### 双足蜥科

#### 双足蜥属
- 白尾双足蜥（Dibamus bourreti）
- 香港双足蜥（Dibamus bogadeki）

### 睑虎科

#### 睑虎属
- 越南睑虎（Goniurosaurus araneus）
- 霸王岭睑虎（Goniurosaurus bawanglingensis）
- 诚正睑虎（Goniurosaurus chengzheng）
- 格致睑虎（Goniurosaurus gezhi）
- 广东睑虎（Goniurosaurus gollum）
- 海南睑虎（Goniurosaurus hainanensis）
- 嘉道理睑虎（Goniurosaurus kadoorieorum）
- 光华睑虎（Goniurosaurus kwanghua）
- 广西睑虎（Goniurosaurus kwangsiensis）
- 里氏睑虎（Goniurosaurus lichtenfelderi）
- 凭祥睑虎（Goniurosaurus luii）
- 荔波睑虎（Goniurosaurus liboensis）
- 英德睑虎（Goniurosaurus yingdeensis）
- 南岭睑虎（Goniurosaurus varius）
- 望舒睑虎（Goniurosaurus wangshu）
- 蛰龙睑虎（Goniurosaurus zhelongi）
- 周氏睑虎（Goniurosaurus zhoui）

### 球趾虎科

#### 沙虎属
- 新疆沙虎（Teratoscincus przewalskii）
- 吐鲁番沙虎（Teratoscincus roborowskii）
- 伊犁沙虎（Teratoscincus scincus）

### 壁虎科

#### 细趾虎属
- 大敦细趾虎（Tenuidactylus dadunensis）
- 长细趾虎（Tenuidactylus elongatus）

#### 隆趾虎属
- 宽斑隆趾虎（Altiphylax stoliczkai）

#### 中趾虎属
- 灰中趾虎（Mediodactylus russowii）

#### 裸趾虎属
- 察隅裸趾虎（Cyrtodactylus cayuensis）
- 滇西裸趾虎（Cyrtodactylus dianxiensis）
- 古林箐裸趾虎（Cyrtodactylus gulinqingensis）
- 河口裸趾虎（Cyrtodactylus hekouensis）
- 卡门裸趾虎（Cyrtodactylus kamengensis）
- 孟连裸趾虎（Cyrtodactylus menglianensis）
- 西藏裸趾虎（Cyrtodactylus tibetanus）
- 瓦氏裸趾虎（Cyrtodactylus wayakonei）
- 赵氏裸趾虎（Cyrtodactylus zhaoermii）
- 镇康裸趾虎（Cyrtodactylus zhenkangensis）

#### 弯脚虎属
- 墨脱弯脚虎（Cyrtopodion medogense ）

#### 鳞趾虎属
- 哀鳞趾虎（Lepidodactylus lugubris）
- 雅美鳞趾虎（Lepidodactylus yami）

#### 半叶趾虎属
- 昌宁半叶趾虎（Hemiphyllodactylus changningensis）
- 都庞岭半叶趾虎（Hemiphyllodactylus dupanglingensis）
- 独山半叶趾虎（Hemiphyllodactylus dushanensis ）
- 惠水半叶趾虎（Hemiphyllodactylus huishuiensis ）
- 香港半叶趾虎（Hemiphyllodactylus hongkongensis）
- 金平半叶趾虎（Hemiphyllodactylus jinpingensis ）
- 龙陵半叶趾虎（Hemiphyllodactylus longlingensis ）
- 思茅半叶趾虎（Hemiphyllodactylus simaoensis）
- 半叶趾虎（Hemiphyllodactylus typus）
- 砚山半叶趾虎（Hemiphyllodactylus yanshanensi）
- 云南半叶趾虎（Hemiphyllodactylus yunnanensis）
- 察隅半叶趾虎（Hemiphyllodactylus zayuensis）
- 竹塘乡半叶趾虎（Hemiphyllodactylus zhutangxiangensis）

#### 截趾虎属
- 截趾虎（Gehyra mutilata）

#### 漠虎属
- 隐耳漠虎（Alsophylax pipiens）
- 新疆漠虎（Alsophylax przewalskii）

#### 蜥虎属
- 缅北蜥虎（Hemidactylus aquilonius）
- 原尾蜥虎（Hemidactylus bowringii）
- 密疣蜥虎（Hemidactylus brookii）
- 疣尾蜥虎（Hemidactylus frenatus）
- 锯尾蜥虎（Hemidactylus garnotii）
- 蝎尾蜥虎（Hemidactylus platyurus）
- 史氏蜥虎（Hemidactylus stejnegeri）

#### 壁虎属
- 鹰氏壁虎（Gekko adleri）
- 耳疣壁虎（Gekko auriverrucosus）
- 版纳伞虎（Gekko bannaense）
- 中国壁虎（Gekko chinensis）
- 成都壁虎（Gekko cib）
- 大壁虎（Gekko gecko）
- 龟山壁虎（Gekko guishanicus）
- 铅山壁虎（Gekko hokouensis）
- 多疣壁虎（Gekko japonicus）
- 金江壁虎（Gekko jinjiangensis）
- 兰屿壁虎（Gekko kikuchii）
- 广西壁虎（Gekko kwangsiensis）
- 荔波壁虎（Gekko liboensis）
- 梅氏壁虎（Gekko melli）
- 黑疣大壁虎（Gekko reevesii）
- 粗疣壁虎（Gekko scabridus）
- 海南壁虎（Gekko similignum）
- 无蹼壁虎（Gekko swinhonis）
- 蹼趾壁虎（Gekko subpalmatus）
- 太白壁虎（Gekko taibaiensis）
- 文县壁虎（Gekko wenxianensis）

### 石龙子科

#### 裂睑蜥属
- 墨脱裂睑蜥（Asymblepharus medogensis）
- 林芝裂睑蜥（Asymblepharus nyingchiensis）

#### 蜓蜥属
- 墨脱蜓蜥（Sphenomorphus courcyanum）
- 隐耳蜓蜥（Sphenomorphus cryptotis）
- 铜蜓蜥（Sphenomorphus indicus）
- 股鳞蜓蜥（Sphenomorphus incognitus）
- 斑蜓蜥（Sphenomorphus maculatus）
- 台湾蜓蜥（Sphenomorphus taiwanensis）
- 北部湾蜓蜥（Sphenomorphus tonkinensis）

#### 石龙子属
- 黄纹石龙子（Plestiodon capito）
- 中国石龙子（Plestiodon chinensis）
- 蓝尾石龙子（Plestiodon elegans）
- 白斑石龙子（Plestiodon leucostictus）
- 刘氏石龙子（Plestiodon liui）
- 崇安石龙子（Plestiodon popei）
- 四线石龙子（Plestiodon quadrilineatus）
- 大渡石龙子（Plestiodon tunganus）
- 越南石龙子（Plestiodon tamdaoensis）
- 钓鱼岛石龙子（Plestiodon takarai）

#### 蝘蜓属
- 侏蜥（Lygosoma bowringii）
- 泰国蝘蜓（Lygosoma siamensis）

#### 南蜥属
- 库氏南蜥（Eutropis cumingi）
- 长尾南蜥（Eutropis longicaudata）
- 多线南蜥（Eutropis multifasciata）
- 多棱南蜥（Eutropis multicarinata）

#### 泛蜥属
- 阿赖山泛蜥（Ablepharus alaicus）
- 沙地泛蜥（Ablepharus deserti）

#### 滑蜥属
- 昆明滑蜥（Scincella barbouri）
- 长肢滑蜥（Scincella doriae）
- 台湾滑蜥（Scincella formosensis）
- 喜山滑蜥（Scincella himalayanus）
- 桓仁滑蜥（Scincella huanrenensis）
- 拉达克滑蜥（Scincella ladacensis）
- 山滑蜥（Scincella monticola）
- 宁波滑蜥（Scincella modesta）
- 康定滑蜥（Scincella potanini）
- 西域滑蜥（Scincella przewalskii）
- 南滑蜥（Scincella reevesii）
- 瓦山滑蜥（Scincella schmidti）
- 锡金滑蜥（Scincella sikimmensis）
- 秦岭滑蜥（Scincella tsinlingensis）

#### 棱蜥属
- 缅甸棱蜥（Tropidophorus berdmorei）
- 广西棱蜥（Tropidophorus guangxiensis）
- 海南棱蜥（Tropidophorus hainanus）
- 中国棱蜥（Tropidophorus sinicus）

#### 光蜥属
- 光蜥（Ateuchosaurus chinensis）

#### 岛蜥属
- 岩岸岛蜥（Emoia atrocostata）

### 蜥蜴科

#### 草蜥属
- 黑龙江草蜥（Takydromus amurensis）
- 天井山草蜥（Takydromus albomaculosus）
- 台湾草蜥（Takydromus formosanus）
- 雪山草蜥（Takydromus hsuehshanensis）
- 峨眉草蜥（Takydromus intermedius）
- 古氏草蜥（Takydromus kuehnei）
- 鹿野草蜥（Takydromus luyeanus）
- 恒春草蜥（Takydromus sauteri）
- 北草蜥（Takydromus septentrionalis）
- 南草蜥（Takydromus sexlineatus）
- 蓬莱草蜥（Takydromus stejnegeri）
- 崇安草蜥（Takydromus sylvaticus）
- 翠斑草蜥（Takydromus viridipunctatus）
- 白条草蜥（Takydromus wolteri）
- 云开草蜥（Takydromus yunkaiensis ）

#### 麻蜥属
- 敏麻蜥（Eremias arguta）
- 丽斑麻蜥（Eremias argus）
- 山地麻蜥（Eremias brenchleyi）
- 喀什麻蜥（Eremias buechneri）
- 准噶尔麻蜥（Eremias dzungarica）
- 网纹麻蜥（Eremias grammica）
- 科克沙尔麻蜥（Eremias kokshaaliensis）
- 密点麻蜥（Eremias multiocellata）
- 荒漠麻蜥（Eremias przewalskii）
- 四额鳞麻蜥（Eremias quadrifrons）
- 吐鲁番麻蜥（Eremias roborowskii ）
- 天山麻蜥（Eremias stummeri）
- 虫纹麻蜥（Eremias vermiculata）
- 快步麻蜥（Eremias velox）
- 莎车麻蜥（Eremias yarkandensis）

#### 蜥蜴属
- 捷蜥蜴（Lacerta agilis）

#### 胎蜥属
- 胎蜥（Zootoca vivipara）

### 蛇蜥科

#### 脆蛇蜥属
- 细脆蛇蜥（Dopasia gracilis）
- 脆蛇蜥（Dopasia harti）
- 海南脆蛇蜥（Dopasia hainanensis ）

### 鳄蜥科

#### 鳄蜥属
- 鳄蜥（Shinisaurus crocodilurus）

### 巨蜥科

#### 巨蜥属
- 伊江巨蜥（Varanus irrawadicus ）
- 暗影巨蜥（Varanus nebulosus）
- 圆鼻巨蜥（Varanus salvator）

### 鬣蜥科

#### 飞蜥属
- 裸耳飞蜥（Draco blanfordii）
- 斑飞蜥（Draco maculatus）

#### 喉褶蜥属
- 喉褶蜥（Ptyctolaemus gularis ）

#### 腊皮蜥属
- 蜡皮蜥（Leiolepis reevesii）

#### 长鬣蜥属
- 长鬣蜥（Physignathus cocincinus）

#### 岩蜥属
- 喜山岩蜥（Laudakia himalayana）
- 西藏岩蜥（Laudakia papenfussi）
- 拉萨岩蜥（Laudakia sacra）
- 新疆岩蜥（Laudakia stoliczkana）
- 南亚岩蜥（Laudakia tuberculata）
- 吴氏岩蜥（Laudakia wui）

#### 攀蜥属
- 长肢攀蜥（Japalura andersoniana）
- 三棱攀蜥（Japalura tricarinata）

#### 龙蜥属
- 细纹龙蜥（Diploderma angustelinea）
- 敖闰龙蜥（Diploderma aorun）
- 巴塘龙蜥（Diploderma batangense）
- 博窝龙蜥（Diploderma bowoense）
- 短肢龙蜥（Diploderma brevipes）
- 短尾龙蜥（Diploderma brevicaudum）
- 沙坝龙蜥（Diploderma chapaense）
- 稻城龙蜥（Diploderma daochengense）
- 侏龙蜥（Diploderma drukdaypo ）
- 裸耳龙蜥（Diploderma dymondi）
- 横纹龙蜥（Diploderma fasciatum）
- 草绿龙蜥（Diploderma flaviceps）
- 黄唇龙蜥（Diploderma flavilabre）
- 丽喉龙蜥（Diploderma formosgulae）
- 宜宾龙蜥（Diploderma grahami）
- 翡翠龙蜥（Diploderma iadinum）
- 康定龙蜥（Diploderma kangdingense）
- 滑腹龙蜥（Diploderma laeviventre）
- 黎明龙蜥（Diploderma limingense）
- 宜兰龙蜥（Diploderma luei）
- 溪头龙蜥（Diploderma makii）
- 勐海龙蜥（Diploderma menghaiense）
- 米仓山龙蜥（Diploderma micangshanense）
- 蟠螭龙蜥（Diploderma panchi）
- 蟠龙龙蜥（Diploderma panlong）
- 琉球龙蜥（Diploderma polygonatum）
- 麒麟龙蜥（Diploderma qilin）
- 硕曲龙蜥（Diploderma shuoquense）
- 丽纹龙蜥（Diploderma splendidum）
- 贡山龙蜥（Diploderma slowinskii）
- 山地龙蜥（Diploderma swild ）
- 台湾龙蜥（Diploderma swinhonis）
- 昆明龙蜥（Diploderma varcoae）
- 帆背龙蜥（Diploderma vela）
- 察隅龙蜥（Diploderma yangi）
- 永胜龙蜥（Diploderma yongshengense）
- 玉龙龙蜥（Diploderma yulongense）
- 云南龙蜥（Diploderma yunnanense）
- 新龙龙蜥（Diploderma xinlongense）
- 汶川龙蜥（Diploderma zhaoermii）

#### 沙蜥属
- 伊犁沙蜥（Phrynocephalus alpherakii）
- 叶城沙蜥（Phrynocephalus axillaris ）
- 红尾沙蜥（Phrynocephalus erythrurus）
- 南疆沙蜥（Phrynocephalus forsythii）
- 奇台沙蜥（Phrynocephalus grumgrzimailoi）
- 旱地沙蜥（Phrynocephalus helioscopus）
- 黑腹沙蜥（Phrynocephalus melanurus）
- 大耳沙蜥（Phrynocephalus mystaceus）
- 宽鼻沙蜥（Phrynocephalus nasatus）
- 荒漠沙蜥（Phrynocephalus przewalskii）
- 贵德沙蜥（Phrynocephalus putjatai ）
- 西藏沙蜥（Phrynocephalus theobaldi）
- 变色沙蜥（Phrynocephalus versicolor）
- 青海沙蜥（Phrynocephalus vlangalii）

#### 棘蜥属
- 长棘蜥（Acanthosaura armata ）
- 丽棘蜥（Acanthosaura lepidogaster）
- 长尾棘蜥（Acanthosaura longicaudata）
- 刘氏棘蜥（Acanthosaura liui）
- 红唇棘蜥（Acanthosaura rubrilabris）
- 铜壁关棘蜥（Acanthosaura tongbiguanensis ）

#### 树蜥属
- 棕背树蜥（Calotes emma）
- 伊江树蜥（Calotes irawad）
- 绿背树蜥（Calotes jerdoni）
- 墨脱树蜥（Calotes medogensis）
- 白唇树蜥（Calotes mystaceus）
- 异鳞蜥（Calotes paulus ）
- 变色树蜥（Calotes versicolor）

#### 拟树蜥属
- 混鳞蜥（Pseudocalotes austeniana ）
- 短肢拟树蜥（Pseudocalotes brevipes）
- 蚌西拟树蜥（Pseudocalotes kakhienensis）
- 西藏拟树蜥（Pseudocalotes kingdonwardi ）
- 细鳞拟树蜥（Pseudocalotes microlepis）

#### 草原蜥属
- 草原蜥（Trapelus sanguinolentus）

## 有鳞目：蛇亚目

### 盲蛇科

#### 印度盲蛇属
- 白头钩盲蛇（Indotyphlops albiceps ）
- 钩盲蛇（Indotyphlops braminus ）
- 香港盲蛇（Indotyphlops lazelli ）

#### 东南亚盲蛇属
- 大盲蛇（Argyrophis diardii ）
- 恒春盲蛇（Argyrophis koshunensis ）

### 蚺科

#### 沙蚺属
- 红沙蚺（Eryx miliaris ）

### 筒蛇科

#### 筒蛇属
- 红尾筒蛇（Cylindrophis ruffus ）

### 闪鳞蛇科

#### 闪鳞蛇属
- 海南闪鳞蛇（Xenopeltis hainanensis ）
- 闪鳞蛇（Xenopeltis unicolor ）

### 蟒科

#### 蟒属
- 蟒（Python bivittatus ）

### 瘰鳞蛇科

#### 瘰鳞蛇属
- 瘰鳞蛇（Acrochordus granulatus ）

### 闪皮蛇科

#### 脊蛇属
- 青脊蛇（Achalinus ater ）
- 德化脊蛇（Achalinus dehuaensis）
- 越北脊蛇（'Achalinus emilyae）
- 台湾脊蛇（Achalinus formosanus ）
- 海南脊蛇（Achalinus hainanus ）
- 黄家岭脊蛇（Achalinus huangjietangi）
- 井冈山脊蛇（Achalinus jinggangensis ）
- 美姑脊蛇（Achalinus meiguensis ）
- 阿里山脊蛇（Achalinus niger ）
- 宁陕脊蛇（Achalinus ningshanensis）
- 攀枝花脊蛇（Achalinus panzhihuaensis）
- 屏边脊蛇（Achalinus pingbianensis）
- 棕脊蛇（Achalinus rufescens ）
- 黑脊蛇（Achalinus spinalis ）
- 杨氏脊蛇（Achalinus yangdatongi）
- 云开脊蛇（Achalinus yunkaiensis ）

#### 拟须唇蛇属
- 老挝拟须唇蛇（Parafimbrios lao）

### 钝头蛇科

#### 钝头蛇属
- 克钦钝头蛇（Pareas andersonii）
- 泰雅钝头蛇（Pareas atayal）
- 平鳞钝头蛇（Pareas boulengeri）
- 棱鳞钝头蛇（Pareas carinatus ）
- 中国钝头蛇（Pareas chinensis ）
- 台湾钝头蛇（Pareas formosensis ）
- 伯仲钝头蛇（Pareas geminatus）
- 缅甸钝头蛇（Pareas hamptoni ）
- 阿里山钝头蛇（Pareas komaii ）
- 昆明钝头蛇（Pareas niger）
- 横斑钝头蛇（Pareas macularius）
- 横纹钝头蛇（Pareas margaritophorus ）
- 勐腊钝头蛇（Pareas menglaensis）
- 喜山钝头蛇（Pareas monticola ）
- 黑顶钝头蛇（Pareas nigriceps ）
- 福建钝头蛇（Pareas stanleyi ）
- 贡山钝头蛇（Pareas vindumi）
- 雪林钝头蛇（Pareas xuelinensis）

### 蝰科

#### 白头蝰属
- 黑头蝰（Azemiops feae ）
- 白头蝰（Azemiops kharini ）

#### 圆斑蝰属
- 泰国圆斑蝰（Daboia siamensis ）

#### 蝰属
- 极北蝰（Vipera berus ）
- 东方蝰（Vipera renardi ）

#### 原矛头蝮属
- 角原矛头蝮（Protobothrops cornutus ）
- 大别山原矛头蝮（Protobothrops dabieshanensis ）
- 喜山原矛头蝮（Protobothrops himalayanus ）
- 菜花原矛头蝮（Protobothrops jerdonii ）
- 缅北原矛头蝮（Protobothrops kaulbacki ）
- 莽山原矛头蝮（Protobothrops mangshanensis ）
- 茂兰原矛头蝮（Protobothrops maolanensis ）
- 原矛头蝮（Protobothrops mucrosquamatus ）
- 越北原矛头蝮（Protobothrops trungkhanhensis ）
- 乡城原矛头蝮（Protobothrops xiangchengensis ）

#### 尖吻蝮属
- 尖吻蝮（Deinagkistrodon acutus ）

#### 烙铁头蛇属
- 台湾烙铁头蛇（Ovophis makazayazaya ）
- 山烙铁头蛇（Ovophis monticola ）
- 越南烙铁头蛇（Ovophis tonkinensis ）
- 察隅烙铁头蛇（Ovophis zayuensis ）

#### 绿蝮属
- 墨脱竹叶青蛇（Viridovipera medoensis ）
- 云南竹叶青蛇（Viridovipera yunnanensis ）
- 福建竹叶青蛇（Viridovipera stejnegeri ）
- 冈氏竹叶青蛇（Viridovipera gumprechti ）

#### 坡普蝮属
- 坡普竹叶青蛇（Popeia popeorum ）
- 盈江竹叶青蛇（Popeia yingjiangensis ）

#### 华蝮属
- 四川华蝮（Sinovipera sichuanensis ）

#### 喜山蝮属
- 西藏竹叶青蛇（Himalayophis tibetanus ）
- 藏南竹叶青蛇（Himalayophis arunachalensis ）

#### 竹叶青属
- 白唇竹叶青蛇（Trimeresurus albolabris ）
- 饰尾竹叶青（Trimeresurus caudornatus）
- 台湾竹叶青蛇（Trimeresurus gracilis ）
- 滇南竹叶青（Trimeresurus guoi）
- 萨氏竹叶青蛇（Trimeresurus salazar）

#### 亚洲蝮属
- 若尔盖蝮（Gloydius angusticeps ）
- 短尾蝮（Gloydius brevicaudus ）
- 长岛蝮（Gloydius changdaoensis ）
- 阿拉善蝮（Gloydius cognatus ）
- 西伯利亚蝮（Gloydius halys ）
- 澜沧蝮（Gloydius huangi ）
- 中介蝮（Gloydius intermedius ）
- 九寨蝮（Gloydius lateralis）
- 六盘山蝮（Gloydius liupanensis ）
- 庙岛蝮（Gloydius lijianlii ）
- 怒江蝮（Gloydius lipipengi）
- 雪山蝮（Gloydius monticola）
- 秦岭蝮（Gloydius qinlingensis ）
- 红斑高山蝮（Gloydius rubromaculatus ）
- 高原蝮（Gloydius strauchi）
- 华北蝮（Gloydius stejnegeri ）
- 蛇岛蝮（Gloydius shedaoensis ）
- 冰川蝮（Gloydius swild）
- 乌苏里蝮（Gloydius ussuriensis）

### 水蛇科

#### 沼蛇属
- 黑斑水蛇（Myrrophis bennettii ）
- 中国水蛇（Myrrophis chinensis ）

#### 铅色蛇属
- 铅色水蛇（Hypsiscopus murphyi）

#### 腹斑蛇属
- 腹斑水蛇（Subsessor bocourti ）

### 屋蛇科

#### 紫沙蛇属
- 紫沙蛇（Psammodynastes pulverulentus ）

#### 花条蛇属
- 花条蛇（Psammophis lineolatus ）
- 吐鲁番花条蛇（Psammophis turpanensis）

### 眼镜蛇科

#### 环蛇属
- 环蛇（Bungarus bungaroides ）
- 金环蛇（Bungarus fasciatus ）
- 银环蛇（Bungarus multicinctus ）
- 素贞环蛇（Bungarus suzhenae）
- 云南环蛇（Bungarus wanghaoting）

#### 眼镜蛇属
- 舟山眼镜蛇（Naja atra ）
- 西南眼镜蛇（Naja fuxi）
- 孟加拉眼镜蛇（Naja kaouthia ）

#### 眼镜王蛇属
- 眼镜王蛇（Ophiophagus hannah ）

#### 华珊瑚蛇属
- 环纹华珊瑚蛇（Sinomicrurus annularis）
- 福建华珊瑚蛇（Sinomicrurus kelloggi ）
- 广西华珊瑚蛇（Sinomicrurus peinani）
- 中华珊瑚蛇（Sinomicrurus macclellandi ）
- 梭德氏华珊瑚蛇（Sinomicrurus sauteri ）
- 斯氏华珊瑚蛇（Sinomicrurus swinhoei）

#### 扁尾海蛇属
- 蓝灰扁尾海蛇（Laticauda colubrina ）
- 扁尾海蛇（Laticauda laticaudata ）
- 半环扁尾海蛇（Laticauda semifasciata ）

#### 龟头海蛇属
- 龟头海蛇（Emydocephalus ijimae ）

#### 海蛇属
- 青灰海蛇（Hydrophis caerulescens ）
- 平颏海蛇（Hydrophis curtus ）
- 青环海蛇（Hydrophis cyanocinctus ）
- 环纹海蛇（Hydrophis fasciatus ）
- 小头海蛇（Hydrophis gracilis ）
- 截吻海蛇（Hydrophis jerdonii ）
- 黑头海蛇（Hydrophis melanocephalus ）
- 淡灰海蛇（Hydrophis ornatus ）
- 棘眦海蛇（Hydrophis peronii ）
- 长吻海蛇（Hydrophis platurus ）
- 棘鳞海蛇（Hydrophis stokesii ）
- 海蝰（Hydrophis viperinus ）

### 游蛇科

#### 瘦蛇属
- 黄瘦蛇（Ahaetulla flavescens）
- 绿瘦蛇（Ahaetulla prasina ）

#### 金花蛇属
- 金花蛇（Chrysopelea ornata ）

#### 过树蛇属
- 喜山过树蛇（Dendrelaphis biloreatus ）
- 蓝绿过树蛇（Dendrelaphis cyanochloris）
- 香港过树蛇（Dendrelaphis hollinrakei ）
- 银山过树蛇（Dendrelaphis ngansonensis ）
- 过树蛇（Dendrelaphis pictus ）
- 八莫过树蛇（Dendrelaphis subocularis ）
- 沃氏过树蛇（Dendrelaphis vogeli）

#### 滑鳞蛇属
- 滑鳞蛇（Liopeltis frenatus ）

#### 林蛇属
- 绿林蛇（Boiga cyanea ）
- 广西林蛇（Boiga guangxiensis ）
- 绞花林蛇（Boiga kraepelini ）
- 繁花林蛇（Boiga multomaculata ）
- 泰国林蛇（Boiga siamensis）

#### 小头蛇属
- 喜山小头蛇（Oligodon albocinctus ）
- 双线小头蛇（Oligodon bivirgatus）
- 菱斑小头蛇（Oligodon catenatus ）
- 中国小头蛇（Oligodon chinensis ）
- 紫棕小头蛇（Oligodon cinereus ）
- 束纹小头蛇（Oligodon fasciolatus ）
- 台湾小头蛇（Oligodon formosanus ）
- 条纹小头蛇（Oligodon hamptoni）
- 泰北小头蛇（Oligodon joynsoni ）
- 圆斑小头蛇（Oligodon lacroixi ）
- 墨脱小头蛇（Oligodon lipipengi）
- 龙胜小头蛇（Oligodon lungshenensis ）
- 黑带小头蛇（Oligodon melanozonatus ）
- 方斑小头蛇（Oligodon nagao ）
- 饰纹小头蛇（Oligodon ornatus ）

#### 秘纹蛇属
- 花脊游蛇（Hemorrhois ravergieri ）

#### 東方蛇属
- 黄脊游蛇（Orientocoluber spinalis ）

#### 翠青蛇属
- 纯绿翠青蛇（Cyclophiops doriae ）
- 翠青蛇（Cyclophiops major ）
- 横纹翠青蛇（Cyclophiops multicinctus ）

#### 鼠蛇属
- 黑网乌梢蛇（Ptyas carinata ）
- 乌梢蛇（Ptyas dhumnades ）
- 灰鼠蛇（Ptyas korros ）
- 滑鼠蛇（Ptyas mucosa ）
- 黑线乌梢蛇（Ptyas nigromarginata ）

#### 树栖锦蛇属
- 尖喙蛇（Gonyosoma boulengeri ）
- 蓝眼绿锦蛇（Gonyosoma coeruleum）
- 海南尖喙蛇（Gonyosoma hainanense）
- 灰腹绿锦蛇（Gonyosoma frenatum ）
- 绿锦蛇（Gonyosoma prasinum ）

#### 白环蛇属
- 白环蛇（Lycodon aulicus ）
- 花坪白环蛇（Lycodon cathaya）
- 沙坝白环蛇（Lycodon chapaensis）
- 双全白环蛇（Lycodon fasciatus ）
- 黄链蛇（Lycodon flavozonatus ）
- 福清白环蛇（Lycodon futsingensis ）
- 贡山白环蛇（Lycodon gongshan ）
- 老挝白环蛇（Lycodon laoensis ）
- 刘氏白环蛇（Lycodon liuchengchaoi ）
- 横纹白环蛇（Lycodon multizonatus ）
- 南方链蛇（Lycodon meridionalis ）
- 隐士白环蛇（Lycodon obvelatus）
- 锦白环蛇（Lycodon pictus）
- 黑背白环蛇（Lycodon ruhstrati ）
- 粉链蛇（Lycodon rosozonatus ）
- 赤链蛇（Lycodon rufozonatus ）
- 白链蛇（Lycodon septentrionalis ）
- 锯纹白环蛇（Lycodon serratus）
- 细白环蛇（Lycodon subcinctus ）
- 东川白环蛇（Lycodon synaptor ）
- 察隅链蛇（Lycodon zayuensis）

#### 方花蛇属
- 方花蛇（Archelaphe bella ）

#### 颌腔蛇属
- 三索锦蛇（Coelognathus radiatus ）

#### 玉斑蛇属
- 横斑锦蛇（Euprepiophis perlaceus ）
- 玉斑锦蛇（Euprepiophis mandarinus ）

#### 紫灰蛇属
- 紫灰锦蛇（Oreocryptophis porphyraceus ）

#### 锦蛇属
- 赤峰锦蛇（Elaphe anomala ）
- 双斑锦蛇（Elaphe bimaculata ）
- 王锦蛇（Elaphe carinata ）
- 坎氏锦蛇（Elaphe cantoris ）
- 团花锦蛇（Elaphe davidi ）
- 白条锦蛇（Elaphe dione ）
- 南峰锦蛇（Elaphe hodgsonii ）
- 百花锦蛇（Elaphe moellendorffi ）
- 黑眉锦蛇（Elaphe taeniura ）
- 棕黑锦蛇（Elaphe schrenckii ）
- 秦皇锦蛇（Elaphe xiphodonta）
- 若尔盖锦蛇（Elaphe zoigeensis ）

#### 滞卵蛇属
- 红纹滞卵蛇（Oocatochus rufodorsatus ）

#### 扁头蛇属
- 红脊扁头蛇（Platyceps rhodorachis ）

### 两头蛇科

#### 两头蛇属
- 贡山两头蛇（Calamaria andersoni ）
- 岭南两头蛇（Calamaria arcana）
- 尖尾两头蛇（Calamaria pavimentata ）
- 钝尾两头蛇（Calamaria septentrionalis ）
- 云南两头蛇（Calamaria yunnanensis ）

### 食螺蛇科

#### 线形蛇属
- 宁陕线形蛇（Stichophanes ningshaanensis ）

#### 温泉蛇属
- 西藏温泉蛇（Thermophis baileyi ）
- 香格里拉温泉蛇（Thermophis shangrila ）
- 四川温泉蛇（Thermophis zhaoermii ）

### 水游蛇科

#### 白眶蛇属
- 白眶蛇（Amphiesmoides ornaticeps ）

#### 腹链蛇属
- 草腹链蛇（Amphiesma stolatum ）

#### 珠光蛇属
- 珠光蛇（Blythia reticulata ）

#### 东亚腹链蛇属
- 无颞鳞腹链蛇（Hebius atemporalis ）
- 黑带腹链蛇（Hebius bitaeniatus ）
- 白眉腹链蛇（Hebius boulengeri ）
- 克氏腹链蛇（Hebius clerki ）
- 沙坝腹链蛇（Hebius chapaensis ）
- 锈链腹链蛇（Hebius craspedogaster ）
- 火纹腹链蛇（Hebius igneus）
- 棕网腹链蛇（Hebius johannis ）
- 卡西腹链蛇（Hebius khasiensis ）
- 泪纹腹链蛇（Hebius lacrima ）
- 华西腹链蛇（Hebius maximus）
- 瓦屋山腹链蛇（Hebius metusia ）
- 台北腹链蛇（Hebius miyajimae ）
- 腹斑腹链蛇（Hebius modestus ）
- 黑腹腹链蛇（Hebius nigriventer）
- 丽纹腹链蛇（Hebius optatus ）
- 八线腹链蛇（Hebius octolineatus ）
- 坡普腹链蛇（Hebius popei ）
- 桑植腹链蛇（Hebius sangzhiensis ）
- 棕黑腹链蛇（Hebius sauteri）
- 腾冲腹链蛇（Hebius septemlineatus）
- 东亚腹链蛇（Hebius vibakari ）
- 维西腹链蛇（Hebius weixiensis）
- 盐边腹链蛇（Hebius yanbianensis ）

#### 喜山腹链蛇属
- 察隅腹链蛇（Herpetoreas burbrinki ）
- 平头腹链蛇（Herpetoreas platyceps ）
- 墨脱腹链蛇（Herpetoreas tpser）

#### 坭蛇属
- 艾氏坭蛇（Trachischium apteii ）
- 耿氏坭蛇（Trachischium guentheri ）
- 山坭蛇（Trachischium monticola ）
- 小头坭蛇（Trachischium tenuiceps ）

#### 颈棱蛇属
- 颈棱蛇（Pseudoagkistrodon rudis ）

#### 颈槽蛇属
- 海南颈槽蛇（Rhabdophis adleri ）
- 螭吻颈槽蛇（Rhabdophis chiwen）
- 拟红脖颈槽蛇（Rhabdophis confusus）
- 广东颈槽蛇（Rhabdophis guangdongensis ）
- 北方颈槽蛇（Rhabdophis helleri）
- 喜山颈槽蛇（Rhabdophis himalayanus ）
- 缅甸颈槽蛇（Rhabdophis leonardi ）
- 黑纹颈槽蛇（Rhabdophis nigrocinctus ）
- 颈槽蛇（Rhabdophis nuchalis ）
- 九龙颈槽蛇（Rhabdophis pentasupralabialis）
- 泰国颈槽蛇（Rhabdophis siamensis）
- 台湾颈槽蛇（Rhabdophis swinhonis ）
- 虎斑颈槽蛇（Rhabdophis tigrinus ）

#### 渔游蛇属
- 黄斑渔游蛇（Fowlea flavipunctatus ）
- 渔游蛇（Fowlea piscator ）
- 滇西蛇（Fowlea yunnanensis ）

#### 后棱蛇属
- 香港后棱蛇（Opisthotropis andersonii ）
- 莽山后棱蛇（Opisthotropis cheni ）
- 广西后棱蛇（Opisthotropis guangxiensis ）
- 海河后棱蛇（Opisthotropis haihaensis）
- 张氏后棱蛇（Opisthotropis hungtai）
- 沙坝后棱蛇（Opisthotropis jacobi ）
- 挂墩后棱蛇（Opisthotropis kuatunensis ）
- 刘氏后棱蛇（Opisthotropis laui ）
- 侧条后棱蛇（Opisthotropis lateralis ）
- 山溪后棱蛇（Opisthotropis latouchii ）
- 福建后棱蛇（Opisthotropis maxwelli ）
- 深圳后棱蛇（Opisthotropis shenzhenensis ）
- 赵氏后棱蛇（Opisthotropis zhaoermii ）

#### 副后棱蛇属
- 老挝副后棱蛇（Paratapinophis praemaxillaris）

#### 杆蛇属
- 黄腹杆蛇（Smithophis bicolor ）
- 线纹溪蛇（Smithophis linearis）

#### 环游蛇属
- 环纹华游蛇（Trimerodytes aequifasciatus ）
- 赤链华游蛇（Trimerodytes annularis ）
- 横纹环游蛇（Trimerodytes balteatus ）
- 乌华游蛇（Trimerodytes percarinatus ）
- 景东华游蛇（Trimerodytes yapingi ）
- 云南华游蛇（Trimerodytes yunnanensis ）

#### 游蛇属
- 水游蛇（Natrix natrix ）
- 棋斑水游蛇（Natrix tessellata ）

### 斜鳞蛇科

#### 颈斑蛇属
- 颈斑蛇（Plagiopholis blakewayi ）
- 缅甸颈斑蛇（Plagiopholis nuchalis ）
- 福建颈斑蛇（Plagiopholis styani ）

#### 斜鳞蛇属
- 横纹斜鳞蛇（Pseudoxenodon bambusicola ）
- 崇安斜鳞蛇 （Pseudoxenodon karlschmidti ）
- 大眼斜鳞蛇（Pseudoxenodon macrops ）
- 纹尾斜鳞蛇（Pseudoxenodon stejnegeri ）

### 剑蛇科

#### 剑蛇属
- 黑头剑蛇（Sibynophis chinensis ）
- 黑领剑蛇（Sibynophis collaris ）

## 参看
- 台灣爬行動物列表